# Buse forestière
Buteo trizonatus
Espèce
Statut de conservation UICN

 NT  : Quasi menacé
La Buse forestière (Buteo trizonatus) est une espèce d'oiseaux de la famille des Accipitridae. Elle était et est encore souvent considérée comme une sous-espèce de la buse montagnarde (B. oreophilus).

## Répartition
Cet oiseau vit en Afrique du Sud.